# 巴林島
巴林岛（英語：Bahrain Island；阿拉伯语：‎ Jazīrah al-Baḥrayn）是巴林的主岛, 并承载该国大部分人口。

## 地理
巴林的大部分岛屿位于波斯湾内的浅水湾巴林湾内。靠近巴林岛的海底岩石较多，北部是大范围的珊瑚礁。岛上大部分是低洼贫瘠的沙漠。较为突出的石灰岩构成了波状丘陵地、低矮悬崖和浅沟壑。石灰岩被不同密度的含盐沙粒所覆盖，上面的植被主要是荆棘和灌木。在北部海岸有5公里长的肥沃地带，主要种植有海枣、杏仁、无花果和石榴树。岛中部最高处高134米，形成了烟山，得名于山顶处常年有薄雾笼罩。巴林大部分的油井位于该山的周边。

## 气候
巴林岛气候干燥，年均温度28 °C，八月份平均温度最高，为38 °C，一月份平均温度最低，为18 °C。年降水量144 毫米，十一月份降水量最多，为38mm,十月份降水量最少，为1mm。

## 政治

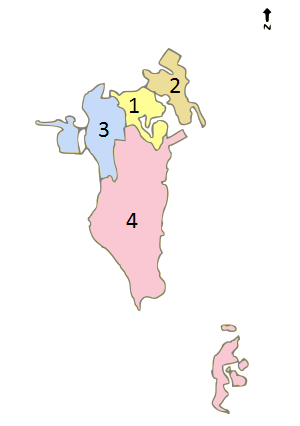
巴林的省：1.首都省、2.穆哈拉格省、3.北部省、4.南部省

巴林首都麦纳麦位于该岛东北角。巴林分為四個省（Governorates）：首都省、穆哈拉格省、北部省和南部省。

## 备注
1. ↑  .   [2017-06-05]. （原始内容存档于2020-10-10）.
2. ↑  Facts and Figures of Bahrain 的存檔，存档日期2016-04-22.